# Journal of Applied Mathematics and Mechanics
O Journal of Applied Mathematics and Mechanics, também conhecido como Zeitschrift für Angewandte Mathematik und Mechanik ou ZAMM (ISSN 0044-2267; eISSN 1521-4001) é um periódico acadêmico dedicado à matemática aplicada, publicado pela Gesellschaft für Angewandte Mathematik und Mechanik. É publicado mensalmente pela John Wiley & Sons.
A primeira edição apareceu em 1921, publicado pela Verein Deutscher Ingenieure e editado por Richard von Mises.